# Klettenberg (Kolonia)
Klettenberg, Köln-Klettenberg — dzielnica miasta Kolonia w Niemczech, w okręgu administracyjnym Lindenthal, w kraju związkowym Nadrenia Północna-Westfalia, na lewym brzegu Renu. 